# Dracy-Saint-Loup
Dracy-Saint-Loup är en kommun i departementet Saône-et-Loire i regionen Bourgogne-Franche-Comté i östra Frankrike. Kommunen ligger i kantonen Autun-Nord som tillhör arrondissementet Autun. År 2022 hade Dracy-Saint-Loup 634 invånare.

## Befolkningsutveckling
Antalet invånare i kommunen Dracy-Saint-Loup
| Referens: INSEE |